# Looking Glass EP
Albums de The Birthday Massacre
Walking With Strangers
(2007) Show and Tell (album de The Birthday Massacre)
(2009)
Looking Glass est un EP du groupe de rock électronique canadien The Birthday Massacre, sorti en mars 2008.
On y retrouve des remixes de certaines chansons de l'album studio Walking With Strangers, sorti en septembre 2007.
L'EP contient aussi des nouvelles chansons : une reprise de I Think We're Alone Now de Tommy James and the Shondells, qui avait été popularisé par la chanteuse Tiffany dans les années 1980, et Shiver.
La chanson Nowhere est une nouvelle version de The Night Loop, chanson utilisée comme fond sonore sur leur site nothingandnowhere.com.
Le CD contient également le clip de Looking Glass, au format QuickTime.

## Listes des titres
1. Looking Glass - 4:31
2. Falling Down (Crawling Pulse Mix) - 4:18
3. Shiver - 3:04
4. Red Stars (Lukewarm Lover Mix) - 3:38
5. Nowhere - 2:06
6. Red Stars (Space Lab Mix) - 6:55
7. Weekend (NYC 77 Mix) - 4:04
8. I Think We're Alone Now - 3:57
9. Looking Glass (clip vidéo) - 4:37